# Madhya Bharat
Madhya Bharat var en delstat i Indien från 1950 till 1956. Delstaten skapades med territoriet från 25 tidigare furstendömen (vasallstater i centrala Indien. I delstaten var större delen av befolkningen hinditalande och ytan var 120 176 km², med Gwalior som huvudstad på vintern, och Indore som huvudstad på sommaren.
1 november 1956 sammanfogades Madhya Bharat med Vindhya Pradesh och Bhopal till Madhya Pradesh.